# Hardcore Will Never Die, But You Will.
Hardcore Will Never Die, But You Will. ist das siebte Studioalbum der schottischen Post-Rock-Band Mogwai. Es erschien im Jahr 2011 beim bandeigenen Label Rock Action und bei Sub Pop.

## Entstehung und Veröffentlichung
Das Album wurde im Sommer 2010 in den Chem 19 Studios in Hamilton aufgenommen; Luke Sutherland, Andrew Lazonby, Domenico Loiacano, Kate Braithwaite und Kim Supajirawatananon wirkten als Gastmusiker mit. Hardcore Will Never Die, But You Will. wurde im Castle of Doom abgemischt und von Greg Calbi bei Sterling Sound gemastert. Paul Savage produzierte das Album mit der Band. Es erschien auch eine limitierte Auflage mit Bonus-CD, die ein über 20-minütiges Stück enthält, das für eine Installation von Douglas Gordon und Olaf Nicolai komponiert wurde.

## Titelliste
1. White Noise – 5:04
2. Mexican Grand Prix – 5:18
3. Rano Pano – 5:15
4. Death Rays – 6:01
5. San Pedro – 3:27
6. Letters to the Metro – 4:41
7. George Square Thatcher Death Party – 4:00
8. How to Be a Werewolf – 6:23
9. Too Raging to Cheers – 4:30
10. You’re Lionel Richie – 8:29

Bonus-CD
1. Music for a Forgotten Future (The Singing Mountain) – 23:00

## Stil und Rezeption
Matthias Olejnik von metal.de urteilt: „Ohne großspurige Sounds, Breitwandepen und verfälschendem Klingeling haben MOGWAI ein Album geschaffen, dass [sic!] in sich absolut stimmig ist und einfach nur perfekt gespielten und arrangierten, offenherzigen Post-Rock bietet.“ Heather Phares von Allmusic beschreibt das Album als subtil und strukturiert, bisweilen anmutig und emotional. Sie vergibt vier von fünf Sternen. Bob Sheffield vom Rolling Stone hält die Band auch nach 16 Jahren immer noch für einfallsreich. Das eclipsed-Magazin nahm Hardcore Will Never Die, But You Will. in seine Liste der 150 wichtigsten Prog-Alben auf.